# Exochus obezus
Exochus obezus là một loài tò vò trong họ Ichneumonidae.